# 御所市
御所市（日语：／ Gose shi */?）是位於日本奈良縣西部的城市，目前是奈良縣內人口最少的城市。地處奈良盆地的西南端，西邊為大和葛城山、金剛山，向南越過「風之森鞍部」即為五條市。

## 人口
| 御所市人口分布圖 |                                               |  |
| 御所市與日本全國年齡別人口分布比較圖 （2005年資料） | 御所市的年齡、男女別人口分布圖 （2005年資料） |  |
| ■紫色是御所市 ■綠色是全国 | ■藍色是男性 ■紅色是女性                       |  |
| 御所市人口變化 \| 1970年 \| 35,987人 \| \| \| 1975年 \| 37,554人 \| \| \| 1980年 \| 37,387人 \| \| \| 1985年 \| 36,693人 \| \| \| 1990年 \| 36,644人 \| \| \| 1995年 \| 36,119人 \| \| \| 2000年 \| 34,676人 \| \| \| 2005年 \| 32,273人 \| \| \| 2010年 \| 30,287人 \| \| \| 2015年 \| 26,868人 \| \| \| 2020年 \| 24,096人 \| \| |                                               |  |
| 資料來源：日本總務省統計中心提供之人口普查數據 |                                               |  |
| 1970年 | 35,987人                                      |  |
| 1975年 | 37,554人                                      |  |
| 1980年 | 37,387人                                      |  |
| 1985年 | 36,693人                                      |  |
| 1990年 | 36,644人                                      |  |
| 1995年 | 36,119人                                      |  |
| 2000年 | 34,676人                                      |  |
| 2005年 | 32,273人                                      |  |
| 2010年 | 30,287人                                      |  |
| 2015年 | 26,868人                                      |  |
| 2020年 | 24,096人                                      |  |

## 歷史
在令制國時代屬於大和国葛上郡。關於市名「御所」的由来有多種說法，一說是流經市内的葛城川有5個瀨（淺灘），故名（日語和同音）；一是說孝昭天皇的「御諸」變為「御所」（日語本讀同音，但此「御所」和今御所市的「御所」不同音）。
本地至今仍保留了鴨都波神社、一言主神社、名柄神社、高鴨神社、葛木御歲神社等許多的延喜式内社，亦有包括室大墓古墳在內的豐富的古代遺跡。
在江戶時代大部分區域為幕府的領地，另有小部分區域屬於櫛羅藩或高取藩的領地。19世紀末明治維新後，這些區域曾先後隸屬奈良縣、櫛羅縣、高取縣、堺縣、大阪府，最後在1887年重新設立奈良縣後，才再次隸屬奈良縣。
1889年日本實施町村制，現在的御所市轄區在當時分屬御所町、掖上村、秋津村、葛村、葛城村、吐田鄉村、櫛羅村、楢原村、鎌田村、三室村、東松本村、小林村、竹田村、西松本村、忍海村共15個行政區劃。
1915年位於北部的櫛羅村、東松本村、竹田村、鎌田村、小林村、楢原村、三室村、西松本村合併為大正村，在1950年代位於東北部的掖上村、秋津村陸續被併入御所町，西南部區域則整併為葛上村。
而原屬忍海村的部分區域，在1956年併入新町後，又陸續被分割出併入御所町；最後剩下的御所町、葛村、葛上村、大正村在1958年合併為御所市。

### 變遷表
| 1889年4月1日 | 1889年 - 1912年 | 1912年 - 1944年           | 1945年 - 1954年           | 1955年 - 1989年           | 1955年 - 1989年            | 1989年 - 現在              | 現在                       |
| ------------ | --------------- | ------------------------- | ------------------------- | ------------------------- | -------------------------- | -------------------------- | -------------------------- |
| 御所町       | 御所町          | 御所町                    | 御所町                    | 御所町                    | 1958年3月31日 合併為御所市 | 1958年3月31日 合併為御所市 | 1958年3月31日 合併為御所市 |
| 秋津村       | 秋津村          | 秋津村                    | 1954年1月1日 併入御所町   | 御所町                    | 1958年3月31日 合併為御所市 | 1958年3月31日 合併為御所市 | 1958年3月31日 合併為御所市 |
| 掖上村       | 掖上村          | 掖上村                    | 掖上村                    | 1955年2月1日 併入御所町   | 1958年3月31日 合併為御所市 | 1958年3月31日 合併為御所市 | 1958年3月31日 合併為御所市 |
| 葛村         |                 |                           |                           |                           | 1958年3月31日 合併為御所市 | 1958年3月31日 合併為御所市 | 1958年3月31日 合併為御所市 |
| 葛城村       | 葛城村          | 葛城村                    | 葛城村                    | 1956年9月1日 合併為葛上村 | 1958年3月31日 合併為御所市 | 1958年3月31日 合併為御所市 | 1958年3月31日 合併為御所市 |
| 吐田鄉村     |                 |                           |                           | 1956年9月1日 合併為葛上村 | 1958年3月31日 合併為御所市 | 1958年3月31日 合併為御所市 | 1958年3月31日 合併為御所市 |
| 櫛羅村       | 櫛羅村          | 1915年1月1日 合併為大正村 | 1915年1月1日 合併為大正村 | 1915年1月1日 合併為大正村 | 1958年3月31日 合併為御所市 | 1958年3月31日 合併為御所市 | 1958年3月31日 合併為御所市 |
| 楢原村       |                 | 1915年1月1日 合併為大正村 | 1915年1月1日 合併為大正村 | 1915年1月1日 合併為大正村 | 1958年3月31日 合併為御所市 | 1958年3月31日 合併為御所市 | 1958年3月31日 合併為御所市 |
| 鎌田村       |                 | 1915年1月1日 合併為大正村 | 1915年1月1日 合併為大正村 | 1915年1月1日 合併為大正村 | 1958年3月31日 合併為御所市 | 1958年3月31日 合併為御所市 | 1958年3月31日 合併為御所市 |
| 三室村       |                 | 1915年1月1日 合併為大正村 | 1915年1月1日 合併為大正村 | 1915年1月1日 合併為大正村 | 1958年3月31日 合併為御所市 | 1958年3月31日 合併為御所市 | 1958年3月31日 合併為御所市 |
| 東松本村     |                 | 1915年1月1日 合併為大正村 | 1915年1月1日 合併為大正村 | 1915年1月1日 合併為大正村 | 1958年3月31日 合併為御所市 | 1958年3月31日 合併為御所市 | 1958年3月31日 合併為御所市 |
| 小林村       |                 | 1915年1月1日 合併為大正村 | 1915年1月1日 合併為大正村 | 1915年1月1日 合併為大正村 | 1958年3月31日 合併為御所市 | 1958年3月31日 合併為御所市 | 1958年3月31日 合併為御所市 |
| 竹田村       |                 | 1915年1月1日 合併為大正村 | 1915年1月1日 合併為大正村 | 1915年1月1日 合併為大正村 | 1958年3月31日 合併為御所市 | 1958年3月31日 合併為御所市 | 1958年3月31日 合併為御所市 |
| 西松本村     |                 | 1915年1月1日 合併為大正村 | 1915年1月1日 合併為大正村 | 1915年1月1日 合併為大正村 | 1958年3月31日 合併為御所市 | 1958年3月31日 合併為御所市 | 1958年3月31日 合併為御所市 |

## 行政
御所市在日本眾議院議員選舉的選舉區與其他位於奈良縣中南部的行政區劃同為「奈良縣第3區」；在奈良縣議會議員選舉的選舉區為「御所市選舉区」，應選名額一人。。

## 交通
西日本旅客鐵道和歌山線自北側進入轄內，並通過御所市的主要市區，設有御所車站，再繼續沿著轄區東側往南進入五條市；近畿日本鐵道也有御所線自葛城市的南大阪線尺土車站延伸至轄內的市中心區域，也設有近鐵御所車站。由於近鐵的路線可以經由南大阪線轉乘至大阪市市區，近鐵御所車站也成為轄內最主要的鐵路車站。
此外，近鐵在轄內還有吉野線通過轄區東側，在西北側的大和葛城山山麓也有常被稱為葛城山纜車的葛城索道線可讓旅客直接上山。
連結京都市、奈良市、和歌山市的京奈和自動車道也以南北向縱貫轄內，並通過市中心東側。

### 鐵路
- 西日本旅客鐵道
  - 和歌山線：（←葛城市） - 御所車站 - 玉手車站 - 掖上車站 - 吉野口車站 - （五條市→）
- 近畿日本鐵道
  - 御所線：（葛城市） - 近鐵御所車站
  - 吉野線：（←高取町） - 葛車站 - 吉野口車站 - （→大町）
  - 葛城索道線（日语：近鉄葛城索道線）：葛城登山口站 - 葛城山上站

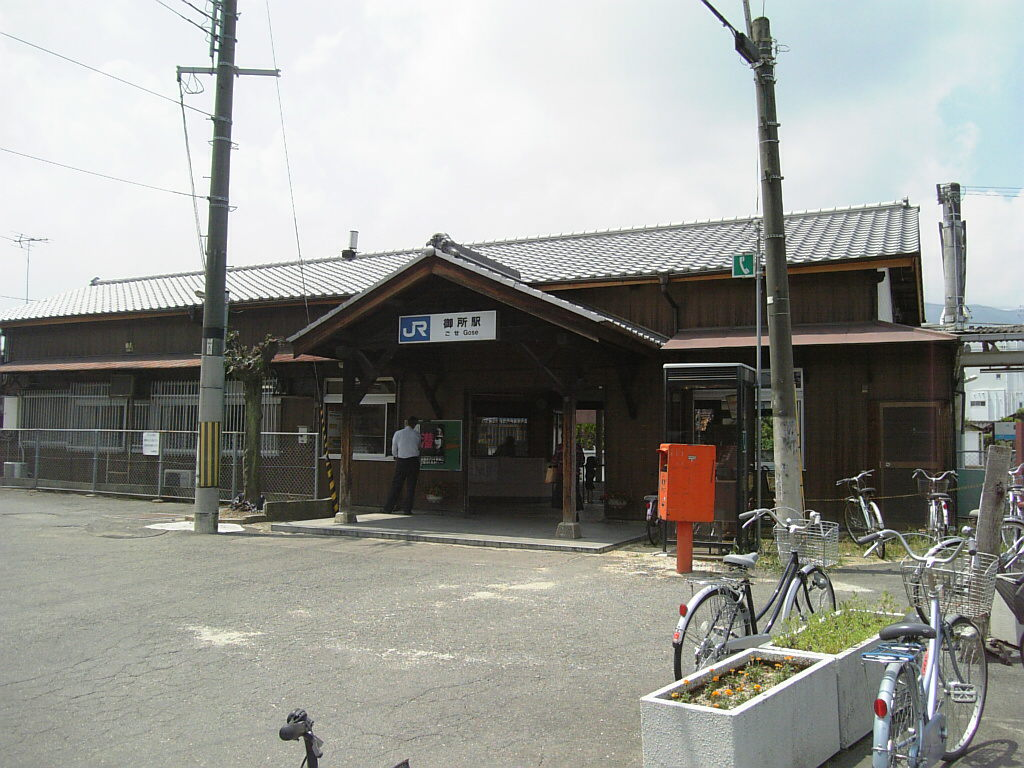
御所車站
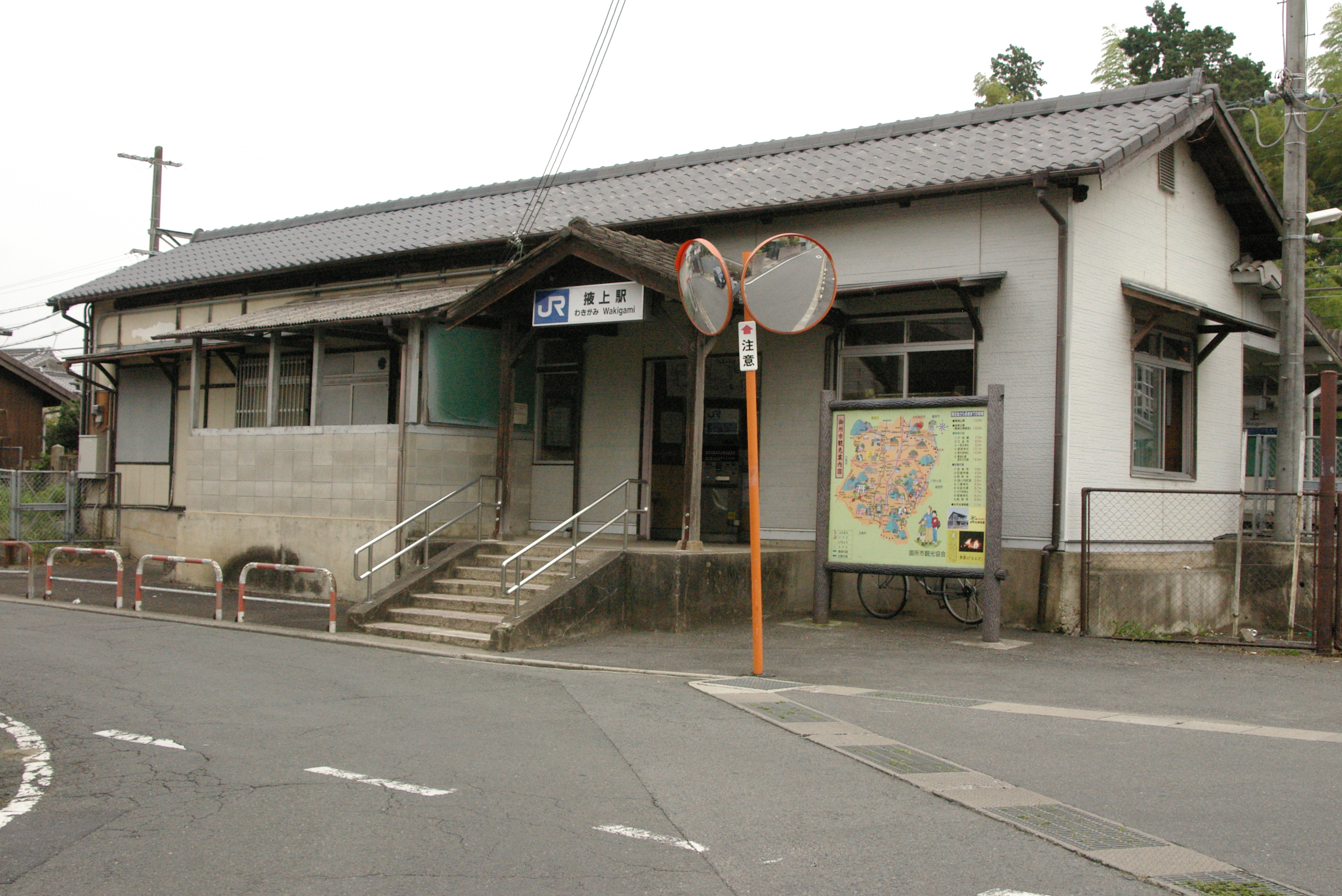
掖上車站
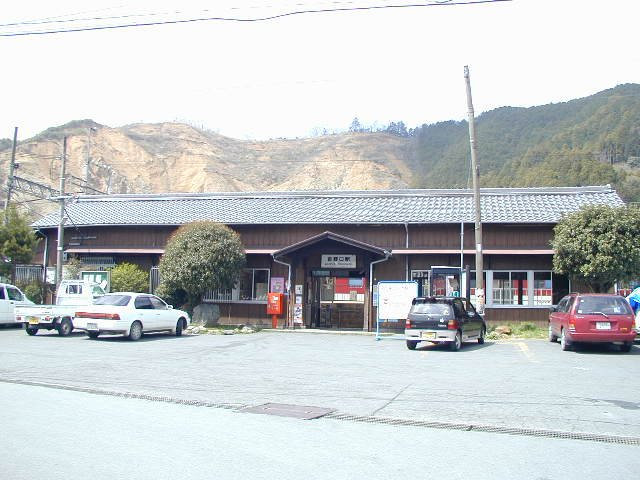
吉野口車站
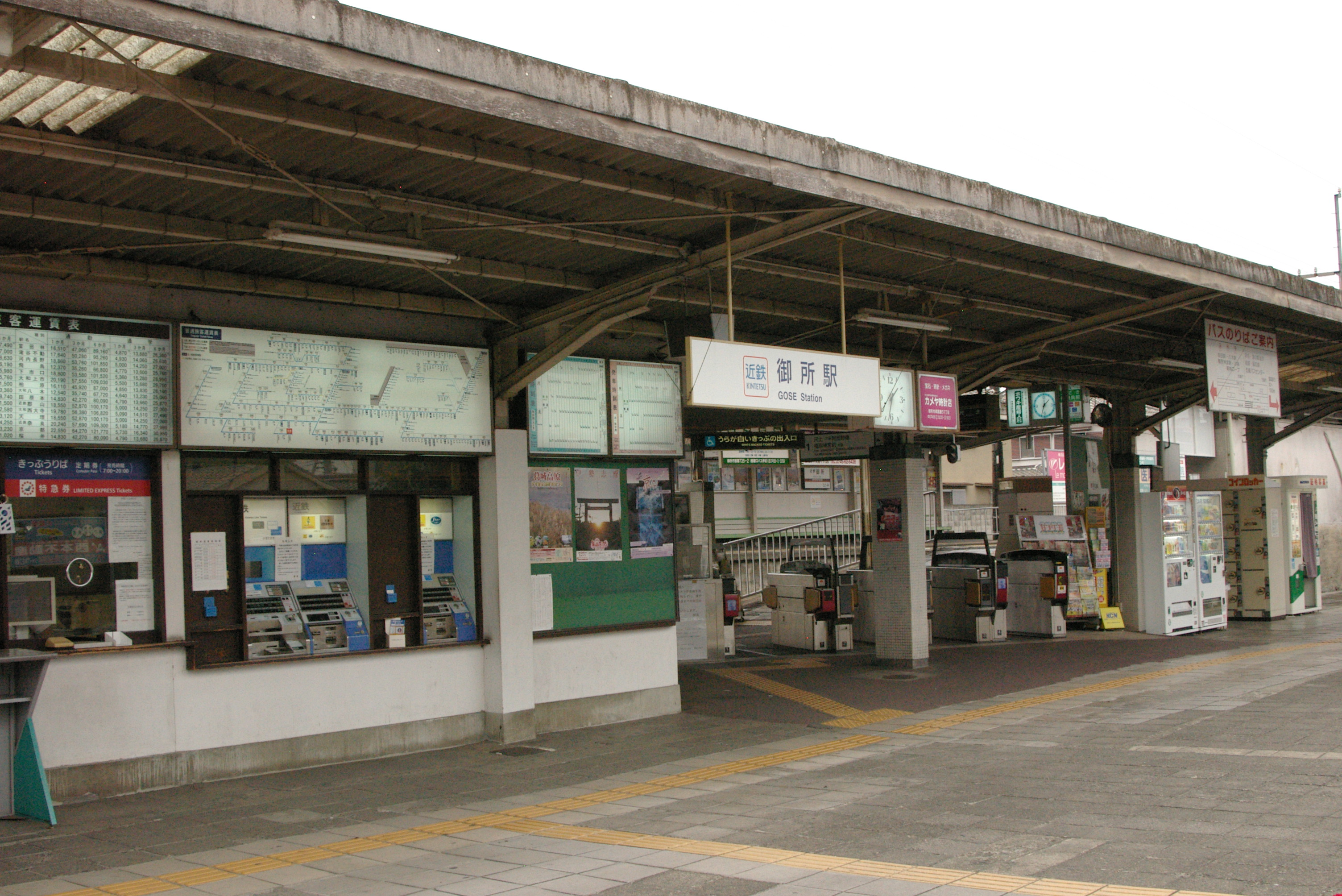
近鐵御所車站
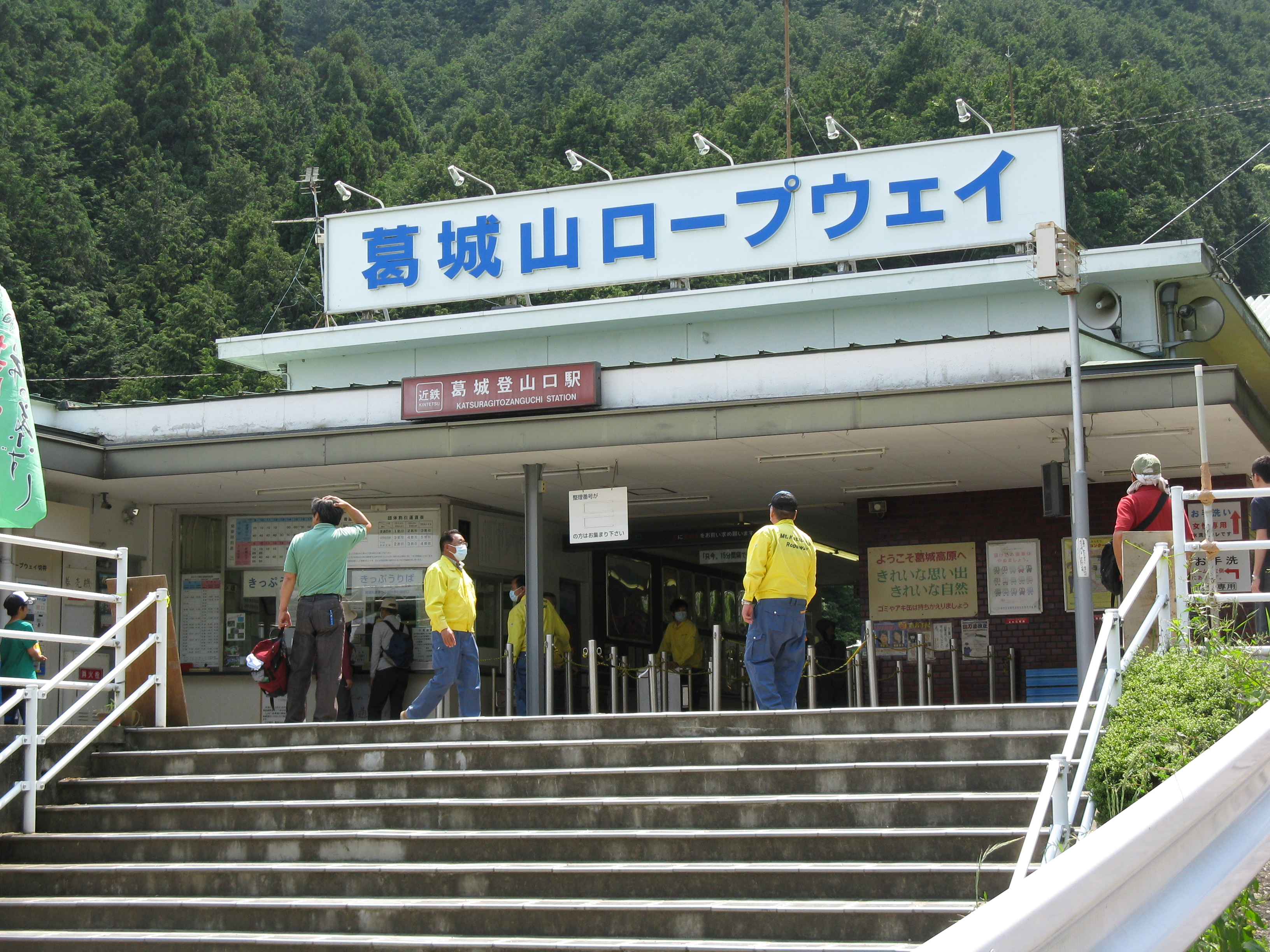
葛城山纜車葛城登山口站
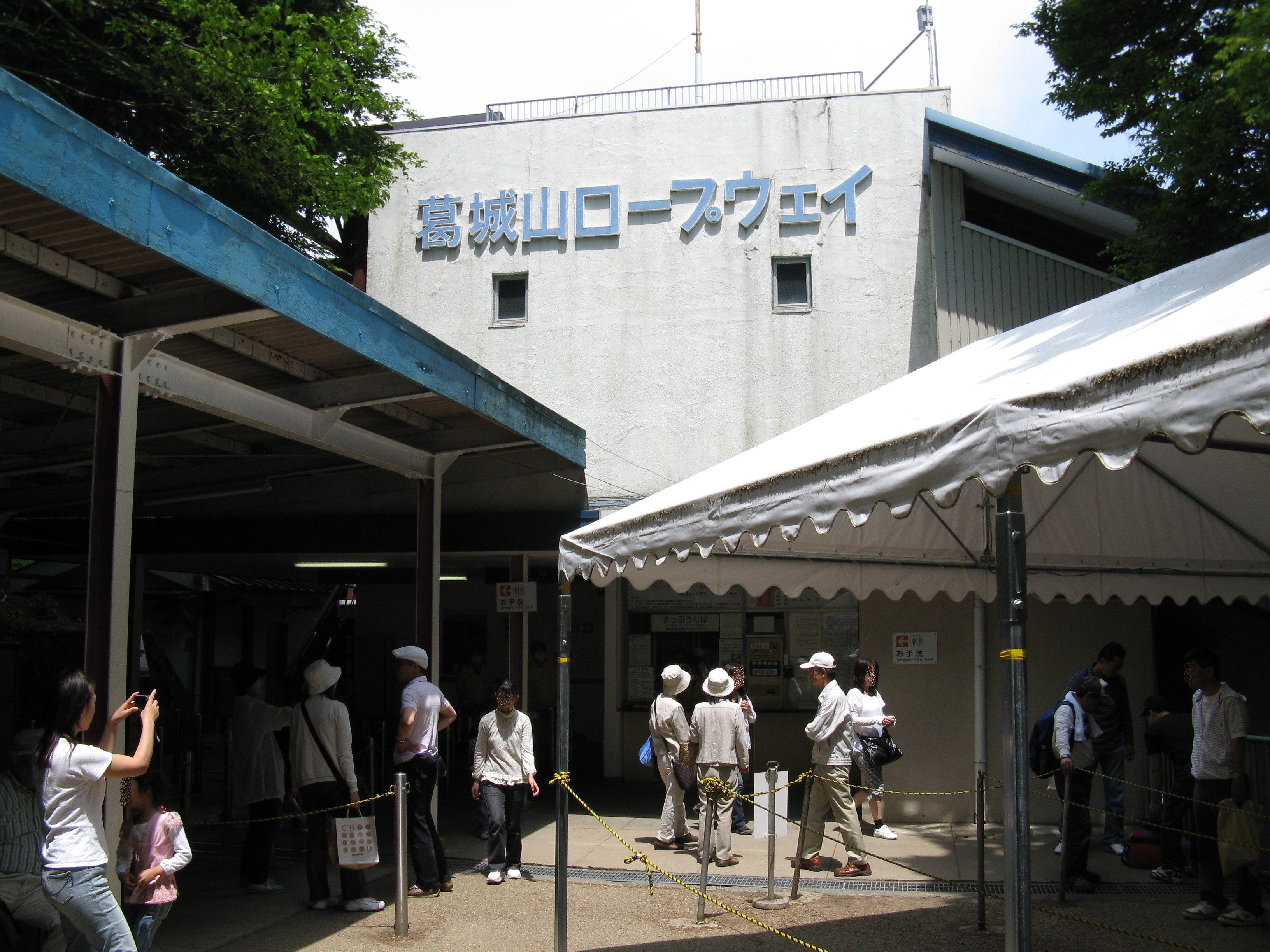
葛城山纜車葛城山上站

### 公路
快速道路
- 京奈和自動車道：（橿原市） - 御所交流道 - 御所南交流道 - （五條市）

## 觀光資源

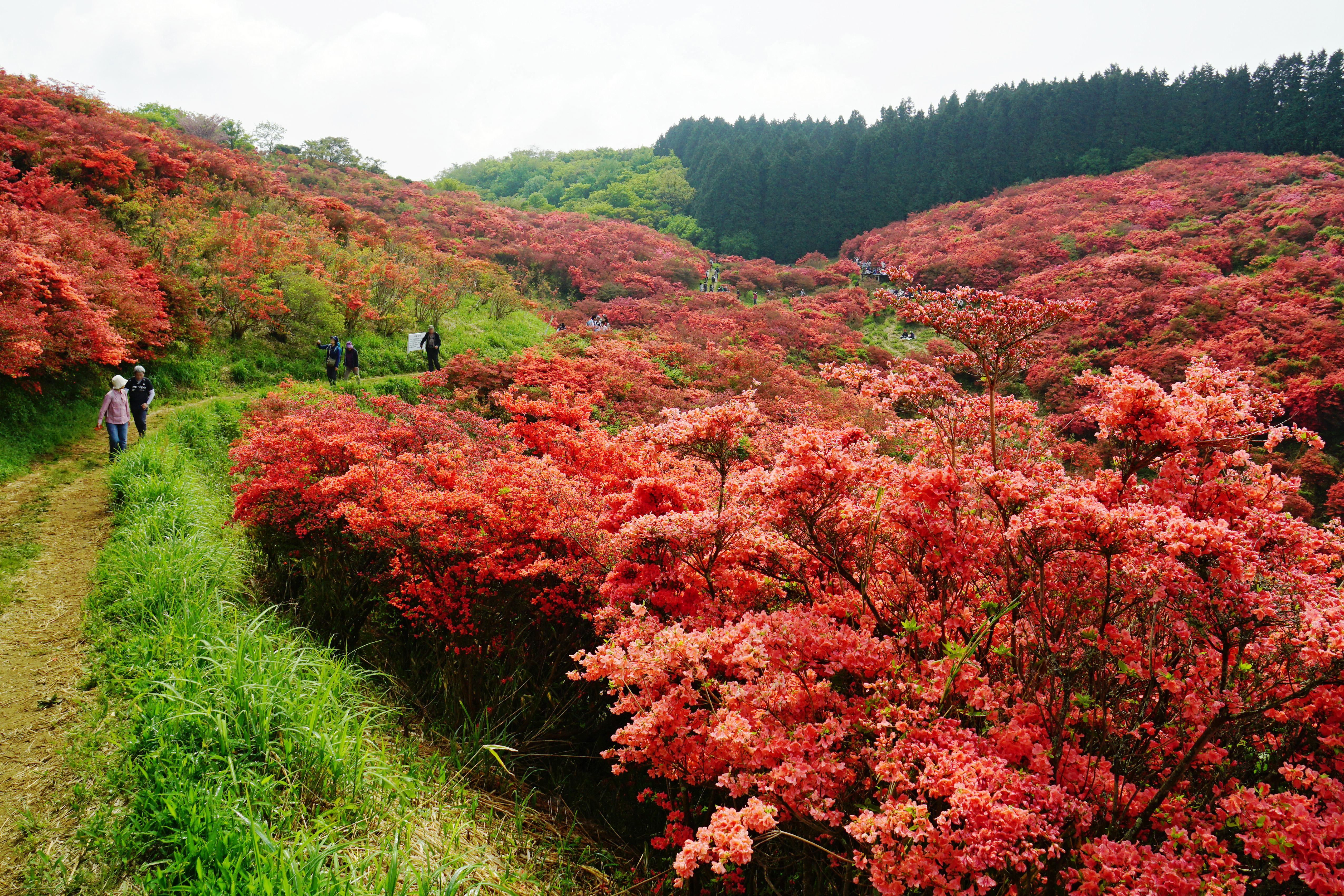
大和葛城山自然映山红花园

葛城古道是以南北向穿過金剛山和葛城山東側山麓的古道，沿途會經過多個古寺，包括：駒形大重神社 - 九品寺 - 葛城一言主神社 - 長柄神社 - 極樂寺 - 橋本院 - 高天彦神社 - 葛城之道歷史文化館 - 高鴨神社。

## 教育
轄內的奈良県立御所實業高等學校以農業及工業相關學科為主，並配合御所市當地的製藥產業，開設了在全日本少見的藥品科學科。

## 本地出身之名人
- 役小角（修驗道的開祖）
- 奧野誠亮（自治官僚、政治家）
- 川口正志（日语：川口正志）（部落解放運動家）
- 西光万吉（日语：西光万吉）（全国水平社的創始者之一人）
- 田中星兒（日语：田中星児）（歌手）
- 吉村禎章（原職業棒球選手，讀賣巨人1軍野手綜合教練）
- 山田孝野次郎（日语：山田孝野次郎）（水平運動家）
- 中村真人（日语：中村真人 (野球)）（職業棒球選手，東北樂天金鷹）
- 吉川元偉（外交官）
- 平岡卓（單板滑雪選手）

## 外部連結
- （日語） YouTube上的御所市頻道